# Новоосташковский мост
Новооста́шковский мост — автомобильный мост в Москве через реку Яуза.

## Расположение
Находится в Северо-Восточном административном округе, соединяет районы Северное Медведково и Бабушкинский. По мосту проходит Енисейская улица.
Движение двустороннее, по три полосы в каждую сторону.
Вверх по течению расположен Осташковский мост.
Ниже по течению проложен Медведковский метромост.

## История
Был построен в 1997 году взамен устаревшего и малой пропускной способности соседнего Осташковского моста.

## Ссылки

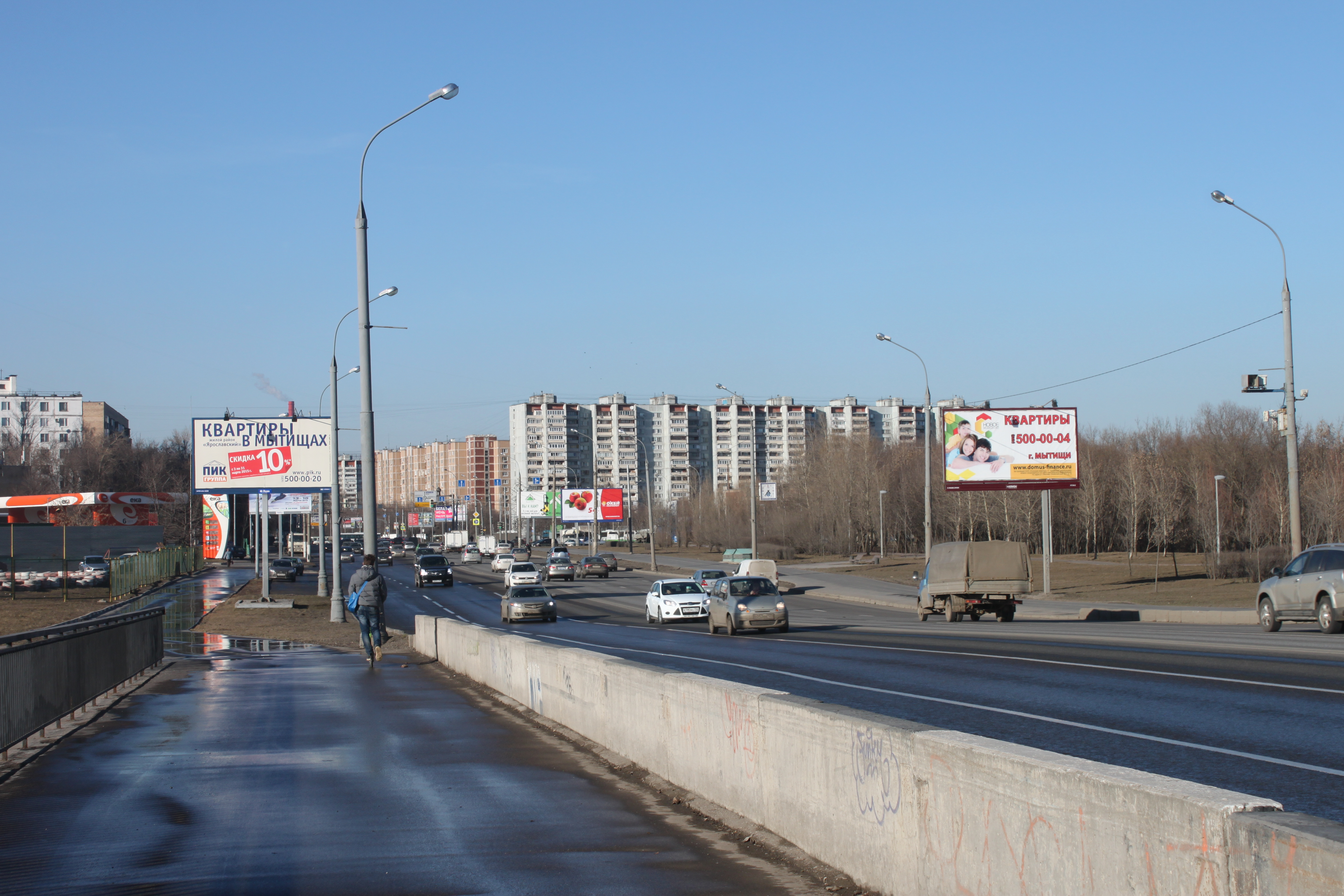
Новоосташковский мост (в сторону области)